# Pacheco (Californie)
Pour les articles homonymes, voir Pacheco.
Pacheco est une census-designated place du Comté de Contra Costa en Californie, à 9 km au nord de Walnut Creek.
Sa population était de 3 685 habitants en 2010.